# وسام الملك عبد العزيز
وسام الملك عبد العزيز؛ هو وسام الاستحقاق للمملكة العربية السعودية، سمي الوسام على اسم الملك المؤسس عبد العزيز آل سعود مؤسس الدولة السعودية الحديثة.

## التاريخ
في عام 1971م تم الإعلان عن إصدار الأوامر في مرسوم ملكي،  أسس الوسام الملك فيصل في 20 مارس 1971،  وقد كان يمنح الوسام قبل هذا التاريخ بشكل غير منتظم. كانت النسخة الأولى من الوسام تسمى قلادة بدر الكبرى.

## طوق وسام عبد العزيز آل سعود
يعتبر الطوق وسام منفصل،  كما أنه يمنح أعلى رتبة في وسام عبد العزيز آل سعود، ويتم منحه لرؤساء الدول غير المسلمين.

## وسام الملك عبد العزيز
يُمنح الوسام لمواطني المملكة العربية السعودية والأجانب مقابل الخدمة الجديرة بالمملكة، حيث يقدم مجلس الوزراء الترشيحات ويمنح الملك الوسام للأجانب بنفسه، يدخل الحاصلون على الدرجة الرابعة من الترتيب، باستثناء الوزراء والمعينين للشجاعة، والذين يمكنهم الدخول في الدرجة العليا. يمكن لأعضاء الوسام التقدم إلى الصف الأعلى التالي كل خمس سنوات.

### الطبقات
تشمل:
- فئة خاصة: يرتدي وشاح مع قلادة على الكتف الأيمن، بالإضافة إلى نجمة على الصدر الأيسر.
- الدرجة الأولى المتميزة: تلبس الشارة على الرقبة، بالإضافة إلى نجمة ذهبية على الصدر الأيسر.
- الدرجة الأولى: تلبس الشارة على الرقبة، بالإضافة إلى نجمة فضية على صدره الأيسر.
- الدرجة الثانية: تلبس الشارة على الرقبة.
- الدرجة الثالثة: تلبس شارة على الشريط مع وردة على صدره الأيسر.
- الدرجة الرابعة: تلبس شارة على الشريط على الصدر الأيسر.

## المستلمون البارزون

### سعوديون
- بندر بن سلطان بن عبد العزيز آل سعود [7]
- فهد بن عبد الله بن محمد بن عبد الرحمن آل سعود [8]
- نايف بن عبد العزيز آل سعود - ميدالية الملك عبد العزيز (الدرجة الأولى) [9]
- سارة بنت فيصل بن عبد العزيز آل سعود - ميدالية الملك عبد العزيز (الدرجة الأولى ؛ 2013) [10]
- سطام بن عبد العزيز آل سعود - ميدالية الملك عبد العزيز (الدرجة الأولى) [11]
- خالد بن بندر بن عبد العزيز آل سعود (2011) [12]
- سلطان بن عبد العزيز آل سعود - ميدالية الملك عبد العزيز (الدرجة الأولى ؛ 2011) [13]
- تركي بن ناصر بن عبد العزيز آل سعود - ميدالية الملك عبد العزيز (الدرجة الأولى) [14]
- الوليد بن طلال بن عبد العزيز آل سعود - ميدالية الملك عبد العزيز (الدرجة الأولى ؛ 2002) [15]
- طلال بن عبد العزيز آل سعود - الملك عبد العزيز شاح (فئة خاصة ؛ 1976) [16]

### سياسيون ومسؤولون

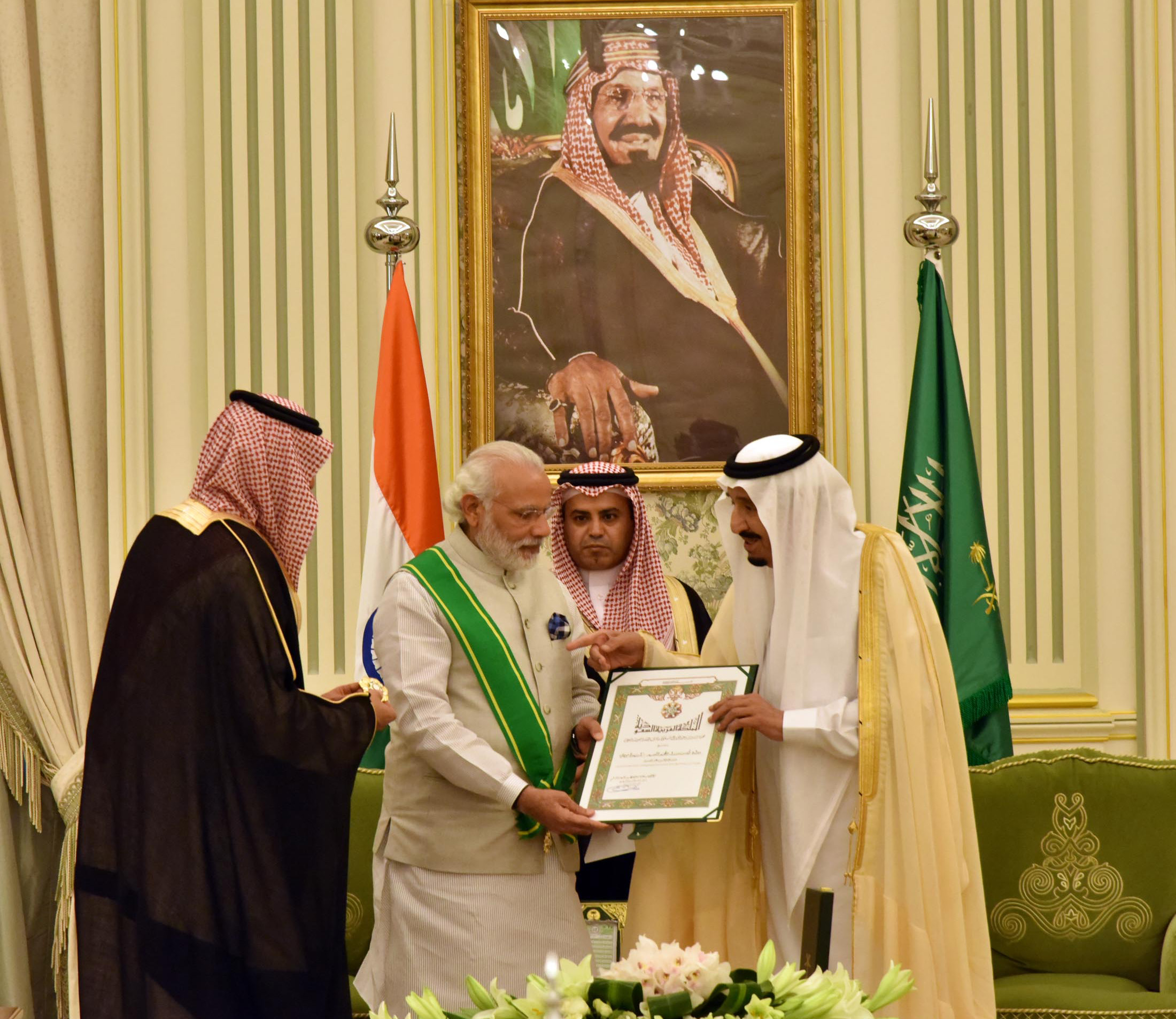
منح رئيس الوزراء الهندي ناريندرا مودي الوسام من قبل الملك سلمان

- بترو بوروشينكو - رئيس أوكرانيا ، (1 نوفمبر 2017) [17]
- دونالد ترامب - رئيس الولايات المتحدة الأمريكية ، طوق الملك عبد العزيز آل سعود (20 مايو 2017) [18]
- تيريزا ماي - رئيس وزراء المملكة المتحدة السابق (6 أبريل 2017) [19]
- ناريندرا مودي - رئيس وزراء الهند ، وسام الملك عبد العزيز آل سعود (فئة خاصة، 3 أبريل 2016) [20]
- يعقوب زوما - رئيس جنوب إفريقيا (مارس 2016) [21]
- شي جين بينغ - رئيس جمهورية الصين الشعبية ، وسام الملك عبد العزيز (20 يناير 2016) [22]
- إنريكي بينيا نيتو - رئيس المكسيك، وسام الملك عبد العزيز آل سعود (فئة خاصة، 17 يناير 2016)
- جوكو ويدودو - رئيس إندونيسيا، وسام الملك عبد العزيز (الدرجة الأولى، سبتمبر 2015) [23]
- عبد الفتاح السيسي - رئيس مصر ، وسام الملك عبد العزيز (الدرجة الأولى، أغسطس 2014) [24]
- فرانسوا هولاند - رئيس فرنسا السابق، (فئة خاصة، 30 ديسمبر 2013)
- ديفيد كاميرون - رئيس وزراء المملكة المتحدة السابق (نوفمبر 2012) [25]
- نجيب تون رزاق - رئيس وزراء ماليزيا ، وسام الملك عبد العزيز (الدرجة الأولى، 19 يناير 2010) [26]
- سيلفيو برلسكوني - رئيس وزراء إيطاليا الأسبق ، وسام الملك عبد العزيز آل سعود (الدرجة الأولى ؛ 22 نوفمبر 2009) [27]
- بشار الأسد - رئيس سوريا ، وسام الملك عبد العزيز (8 أكتوبر 2009) [28][29]
- باراك أوباما - الرئيس السابق للولايات المتحدة ، وسام الاستحقاق للملك عبد العزيز (يونيو 2009) [30]
- محمد الجاسر - وزير سعودي، وسام الملك عبد العزيز (الدرجة الأولى، مايو 2009) [31]
- جورج دبليو بوش - الرئيس السابق للولايات المتحدة ، وسام الملك عبد العزيز (الدرجة الأولى ؛ 14 يناير 2008) [32]
- محمد السادس - ملك المغرب ، (18 مايو 2007) [33]
- شينزو آبي - رئيس وزراء اليابان ، وسام الملك عبد العزيز آل سعود (فئة خاصة ؛ أبريل 2007) [34]
- فلاديمير بوتين - رئيس روسيا (2007) [35]
- صباح الخالد الصباح - ملكي وسياسي كويتي، وسام الملك عبد العزيز (الدرجة الأولى) [36]
- إدموند ليبورتون - رئيس وزراء بلجيكا السابق
- بيل كلينتون - الرئيس السابق للولايات المتحدة
- جيانيندرا ملك نيبال - ملك نيبال السابق
- عبد اللطيف بن راشد الزياني - وزير خارجية البحرين، وسام الملك عبد العزيز (الدرجة الثانية)[37][38]
- السلطان قابوس بن سعيد - سلطان عمان

### عسكريون
- طارق ماجد - رئيس لجنة الأركان المشتركة الباكستانية (2009) [39]
- اللفتنانت جنرال جيمس أهمان - قائد القوات الجوية الأمريكية USMTM
- برويز مشرف - رئيس أركان الجيش الباكستاني
- رحيل شريف - رئيس أركان الجيش الباكستاني [40]
- علي شمخاني - وزير الدفاع الإيراني السابق [41]
- السير آلان وليام جون ويست - رئيس أركان البحرية البريطانية (2004) ، وسام الملك عبد العزيز (الدرجة الأولى) [42]
- كاتسوتوشي كاوانو - رئيس أركان قوة الدفاع الذاتي البحرية اليابانية (فبراير 2014)
- ستيفان أبريال - SACT السابق
- دينيس مرسييه - رئيس الأركان السابق للقوات الجوية الفرنسية
- نجدت أوزيل - رئيس أركان القوات المسلحة التركية (2012)
- زبير محمود حياة - رئيس هيئة الأركان المشتركة في باكستان
- الأدميرال تان سري أحمد قمر الزمان - رئيس البحرية الملكية الماليزية، (21 فبراير 2017)
- محمد زك الله - رئيس أركان البحرية، البحرية الباكستانية (2 أكتوبر 2017)
- سهيل أمان - رئيس الأركان الجوية، سلاح الجو الباكستاني (10 فبراير 2018)
- أبو بلال محمد شفيق الحق - رئيس أركان الجيش، جيش بنغلاديش (8 مارس 2018)
- عزيز أحمد - رئيس أركان الجيش، جيش بنغلاديش (4 فبراير 2018) [43]

### آخري
- عيسى صباغ (1917-2000) - إعلامي فلسطيني.[44]
- عبد اللطيف الجبر(2002) - رجل أعمال[45]
- Krzysztof Płomiński - الدبلوماسي البولندي
- أصالة راجح الشيخي - طالبة سعودية.[46]
- المهندس سلطان بن محمد الرميان